# James LuValle
James Ellis LuValle, detto Jimmy (San Antonio, 10 novembre 1912 – Te Anau, 30 gennaio 1993), è stato un velocista statunitense, medaglia di bronzo nei 400 metri piani ai Giochi olimpici di Berlino 1936.

## Palmarès
| Anno | Manifestazione  | Sede    | Evento      | Risultato | Prestazione | Note |
| ---- | --------------- | ------- | ----------- | --------- | ----------- | ---- |
| 1936 | Giochi olimpici | Berlino | 400 m piani | Bronzo    | 46"8        |      |